# Famille Barch
Pour les articles homonymes, voir Barch.
Cette page explique l’histoire ou répertorie les différents membres de la famille Barch.
 (septembre 2009).
Si vous disposez d'ouvrages ou d'articles de référence ou si vous connaissez des sites web de qualité traitant du thème abordé ici, merci de compléter l'article en donnant les références utiles à sa vérifiabilité et en les liant à la section « Notes et références ».
La famille Barch est une famille d'origine allemande dont le véritable nom est Barshtet. Le premier membre de cette famille, un officier, s'installa en Russie sous le règne de Michel Ier de Russie. Dans la Russie impériale, le berceau de la famille Barch se situa dans la province de Vologda. Plusieurs de ses membres servirent dans la Marine impériale de Russie ou dans la cavalerie de l'Armée impériale de Russie.
- Iakov Savvitch Barch : (1692-1755) - Vice-amiral, il bénéficia de la confiance de Pierre Ier de Russie et participa à plusieurs conflits ;
- Ivan Iakovlevitch Barch : (1728-1806) - Amiral, commandant du port d'Arkhangelsk, il prit part à la Guerre russo-turque de 1768-1774), fils du précédent ;
- Nikolaï Ivanovitch Barch : (?-1816) - Capitaine-commandant dans la Marine impériale de Russie, gouverneur civil de Vologda, fils du précédent ;
- Ivan Ivanovitch Barch : Il servit dans la cavalerie de l'Armée impériale de Russie, frère du précédent.